# The Japan Times
The Japan Times — найбільша і найстаріша англомовна щоденна газета Японії.   Його публікує The Japan Times, Ltd. (яп. 株式会社ジャパンタイムズ, Kabushiki gaisha Japan Taimuzu), дочірня компанія News2u Holdings, Inc. Штаб-квартира розташована в будівлі Kioicho Building (яп. 紀尾井町ビル, Kioicho Biru)  в Кіойчо, Чійода, Токіо.  

## Історія

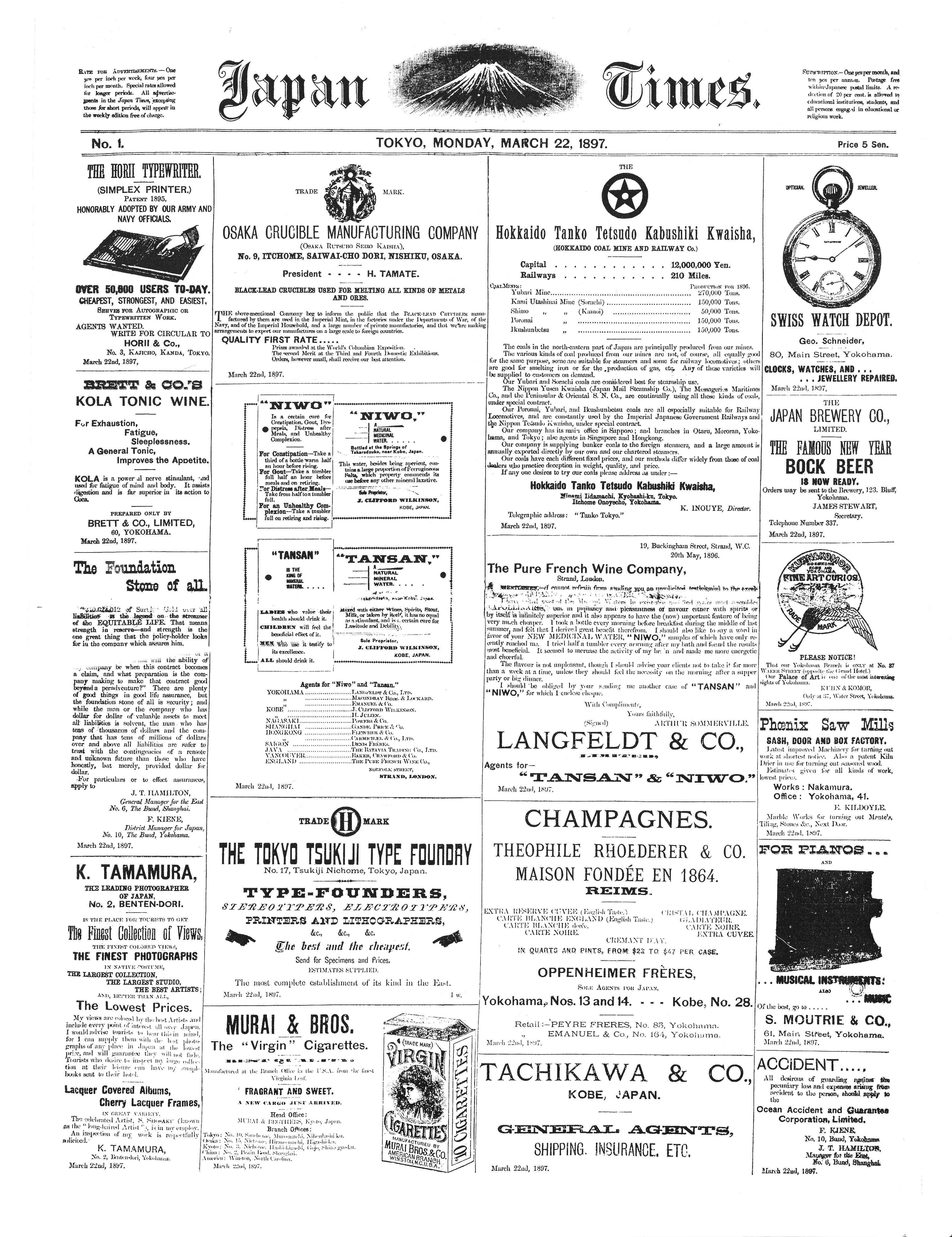
Перша сторінка першого номера газети The Japan Times, 22 березня 1897 р

Japan Times був випущений Мотосада Зумото 22 березня 1897 р. з метою дати японцям можливість читати та обговорювати новини та поточні події англійською мовою, щоб допомогти Японії брати участь у міжнародному співтоваристві.  Газета була незалежною від урядового контролю, але з 1931 року редактори газети відчували посилений тиск з боку японського уряду підкорятися своїй політиці. У 1933 році міністерство закордонних справ Японії призначило головним редактором колишнього чиновника міністерства Хітосі Ашіду. 
Під час Другої світової війни газета служила місцем для комунікації та редакторської думки імперського японського уряду.  Була послідовно перейменована в The Japan Times and Mail (1918–1940) після злиття з The Japan Mail, The Japan Times і Advertiser (1940–1943) після злиття з The Japan Advertiser і Nippon Times (1943–1956), до повернувшись до назви Japan Times у 1956 р.  Тимчасова зміна на Nippon Times сталася під час заборони настроїв щодо англійської мови під час Японії часів Другої світової війни. 
Сінтаро Фукусіма ( 1907 - 1987 ) став президентом The Japan Times в 1956 році. Він продав частину акцій компанії Тошіакі Огасаварі (小 笠原 敏晶Огасавара Тошіакі ), який був головою Nifco, виробника автомобільних кріплень. Фукусіма відмовився від управлінських прав у 1983 році, після чого Nifco придбав контроль над The Japan Times і здійснив зміни персоналу та зміни традицій компанії, встановлених у 1897 році.  Огасавара працював головою та видавцем газети The Japan Times до 2016 року,  коли його дочка Юкіко Огасавара (小 笠原 有 輝 子Огасавара Юкіко ) стала наступником його на посаді голови компанії. Раніше вона працювала президентом компанії з 2006 по 2012 рік, коли її замінив співробітник Japan Times Такехару Цуцумі.  Nifco продав The Japan Times PR- компанії News2u Holdings, Inc. 30 червня 2017 р. 

## Зміст

### Друк
The Japan Times, Ltd. видає три періодичні видання: The Japan Times, англомовний щоденний випуск;  The Japan Times Weekly, англомовний тижневик у таблоїдній формі;  та Shukan ST, щотижневик у виданні таблоїдів, орієнтований на японських читачів, які вивчають англійську мову.
Зміст щоденного періодичного видання The Japan Times включає:
1. Новини: вітчизняні та світові новини; вітчизняні та закордонні ділові новини.
2. Думка: редакційні статті, статті та листи до редактора.
3. Особливості: життя та стиль, спільнота, засоби масової інформації, технології, їжа та напої, подорожі, довкілля, освіта, мультфільми.
4. Розваги: кіно, мистецтво, музика, сцена, книги, анонси подій, перелік фестивалів.
5. Спорт: вітчизняні та закордонні спортивні новини, включаючи висвітлення бейсболу, футболу, баскетболу, сумо, фігурного катання.

З 16 жовтня 2013 року газета The Japan Times друкується та продається разом із The New York Times International Edition. 

### Інтернет
Друковані історії з The Japan Times архівуються в Інтернеті. Газета має форум читачів, а з 2013 року вебсайт пропонує розділ для коментарів читачів під статтями. Це сталося під час переробки та переробки газети з використанням методів адаптивного вебдизайну, завдяки чому сайт оптимізовано для всіх цифрових пристроїв. The Japan Times має присутність у соціальних мережах у Twitter (2007) та Facebook (2007).

## Виробництво
- Капітал: 100000000 ¥
- The Japan Times видає The Japan Times, The Japan Times On Sunday, The Japan Times Alpha [Архівовано 15 липня 2021 у Wayback Machine.] (двомовний тижневик), книги англійською та японською мовами.

### Книги
- Генкі: інтегрований курс елементарної японської мови
- Словник базової японської граматики [16]

## Суперечка
Після придбання News2u газета Japan Times змінила свою редакційну позицію та склад співавторів у рамках зусиль, спрямованих на зменшення критики газети як «антияпонського» виходу.  У листопаді 2018 року в примітці редактора було оголошено, що в наступних статтях буде використовуватися термін «робітники воєнного часу», а не «примусова праця», а «жінки, що втішають», називатимуться «жінками, які працювали у борделях війни, включаючи тих, хто зробили це проти їхньої волі, щоб забезпечити секс японським солдатам», замість раніше використовуваних «жінок, які були змушені проводити секс для японських військ до та під час Другої світової війни».  Зміна викликала негайну критику з боку читачів та співробітників, з особливим занепокоєнням, висловленим з приводу очевидного узгодження статті з політичними позиціями прем'єр-міністра Сіндзо Абе.  У відповідь на цю критику The Japan Times написав у статті від 7 грудня 2018 року: «Ми повинні визнати, що редакційна примітка підірвала відносини довіри, які ми створили з нашими читачами, репортерами та співробітниками. Я хотів би вибачитися за незручності» і заперечив критику, що це відповідає намірам адміністрації. 

## Вкладачі
- Марк Бразил, оглядач природи Wild Watch (1982–2015) [21]
- Монті ДіП'єтро, мистецтвознавець
- Джон Гонтнер, оглядач Ніхоншу
- Джон Ганнінг, оглядач сумо
- Дон Мелоні
- Фуме Міятаке, оглядач «Жінки в бізнесі»
- Жан Пірс, оглядач спільноти
- Езра Паунд, італійський кореспондент
- Дре Річард, африканська громада, дослідник
- Дональд Річі, книга, кінокритик
- Еліза Роджерс, оглядач «Жінки в бізнесі»
- Марк Шиллінг, кінокритик
- Едвард Зайденстікер
- Фред Варко, спортивний редактор
- Роберт Єллін, оглядач Ceramic Scene

## Профспілки працівників
Персонал The Japan Times представлений двома профспілками, одним з яких є Тозен.